# Temporada 2008 del Campeonato FIA GT

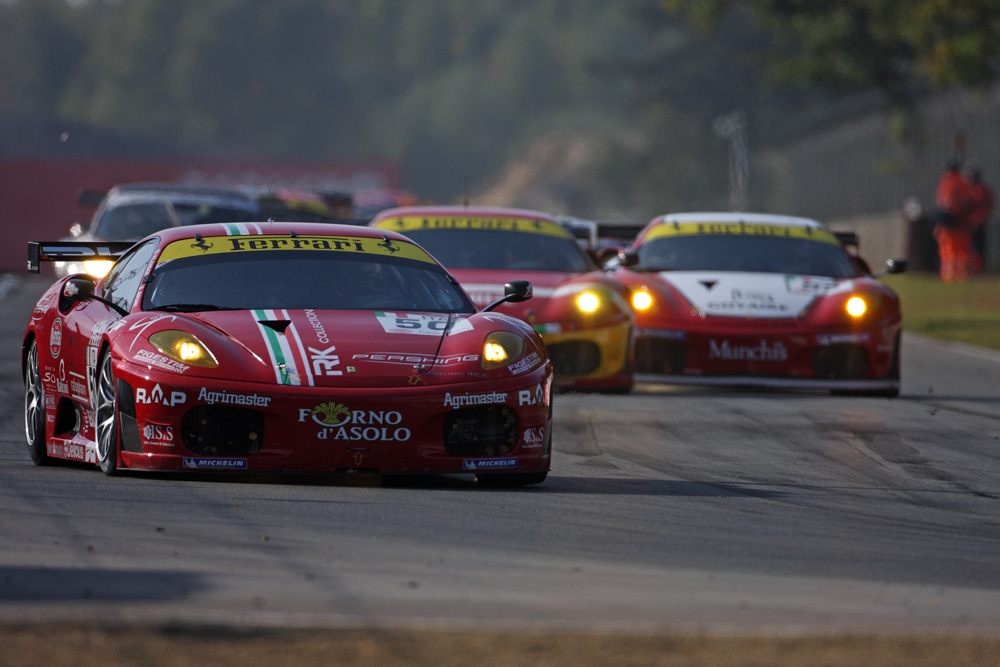
Un Ferrari F430 GT2 compitiendo en la ronda de Zolder de la temporada 2008 del Campeonato FIA GT.

La temporada 2008 del Campeonato FIA GT fue la duodécima temporada del Campeonato FIA GT. Fue una competición para coches Gran Turismo divididos en dos categorías basadas en la potencia y la participación del fabricante, llamadas GT1 y GT2. Como invitados, las categorías G2 y G3 también podían participar, pero no podían puntuar. El Campeonato empezó el 20 de abril de 2008 y terminó el 23 de noviembre del mismo año tras 10 rondas.

## Calendario
El calendario oficial de 2008 fue publicado por la FIA el 24 de octubre de 2007. Todas las carreras duraron dos horas, a excepción de las 24 horas de Spa y el The Bucharest City Challenge, siendo el último una combinación de dos carreras de una hora, otorgando la mitad de puntos en cada una. La ronda de Adria fue un evento nocturno y la final argentina fue la primera carrera sudamericana en la historia del Campeonato FIA GT
| Rnd | Carrera                  | Circuito                      | Fecha            |
| --- | ------------------------ | ----------------------------- | ---------------- |
| 1   | RAC Tourist Trophy       | Silverstone Circuit           | 20 de abril      |
| 2   | Monza 2 Hours            | Autodromo Nazionale Monza     | 18 de mayo       |
| 3   | Adria 2 Hours            | Adria International Raceway   | 21 de junio      |
| 4   | Oschersleben 2 Hours     | Motorsport Arena Oschersleben | 6 de julio       |
| 5   | Total Spa 24 Hours       | Circuito de Spa-Francorchamps | 2-3 de agosto    |
| 6   | Bucharest City Challenge | Bucharest Ring                | 23-24 de agosto  |
| 7   | Brno 2 Hours             | Autódromo de Brno             | 14 de septiembre |
| 8   | Nogaro 2 Hours           | Circuito Paul Armagnac        | 5 de octubre     |
| 9   | Zolder 2 Hours           | Zolder                        | 19 de octubre    |
| 10  | 3 horas de San Luis      | Potrero de los Funes          | 23 de noviembre  |

## Resultados de la temporada
| Rnd | Circuito             | Equipo campeón GT1                                                   | Equipo campeón GT2                                         | Resultados |
| Rnd | Circuito             | Pilotos ganadores GT1                                                | Pilotos ganadores GT2                                      | Resultados |
| --- | -------------------- | -------------------------------------------------------------------- | ---------------------------------------------------------- | ---------- |
| 1   | Silverstone          | #33 Jetalliance Racing                                               | #50 AF Corse                                               | Resultados |
| 1   | Silverstone          | Karl Wendlinger Ryan Sharp                                           | Gianmaria Bruni Toni Vilander                              | Resultados |
| 2   | Monza                | #3 Selleslagh Racing Team                                            | #61 Prospeed Competition                                   | Resultados |
| 2   | Monza                | Christophe Bouchut Xavier Maassen                                    | Emmanuel Collard Richard Westbrook                         | Resultados |
| 3   | Adria                | #6 Phoenix Carsport                                                  | #50 AF Corse                                               | Resultados |
| 3   | Adria                | Mike Hezemans Fabrizio Gollin                                        | Gianmaria Bruni Toni Vilander                              | Resultados |
| 4   | Oschersleben         | #33 Jetalliance Racing                                               | #50 AF Corse                                               | Resultados |
| 4   | Oschersleben         | Karl Wendlinger Ryan Sharp                                           | Gianmaria Bruni Toni Vilander                              | Resultados |
| 5   | Spa-Francorchamps    | #1 Vitaphone Racing Team                                             | #77 BMS Scuderia Italia                                    | Resultados |
| 5   | Spa-Francorchamps    | Michael Bartels Andrea Bertolini Eric van de Poele Stéphane Sarrazin | Davide Rigon Paolo Ruberti Matteo Malucelli Joël Camathias | Resultados |
| 6   | Bucarest             | #5 Phoenix Carsport                                                  | #56 CR Scuderia Racing                                     | Resultados |
| 6   | Bucarest             | Jean-Denis Délétraz Marcel Fässler                                   | Andrew Kirkaldy Robert Bell                                | Resultados |
| 6   | Bucarest             | #5 Phoenix Carsport                                                  | #56 CR Scuderia Racing                                     | Resultados |
| 6   | Bucarest             | Jean-Denis Délétraz Marcel Fässler                                   | Andrew Kirkaldy Robert Bell                                | Resultados |
| 7   | Brno                 | #33 Jetalliance Racing                                               | #50 AF Corse                                               | Resultados |
| 7   | Brno                 | Karl Wendlinger Ryan Sharp                                           | Gianmaria Bruni Toni Vilander                              | Resultados |
| 8   | Nogaro               | #2 Vitaphone Racing Team                                             | #61 Prospeed Competition                                   | Resultados |
| 8   | Nogaro               | Miguel Ramos Alexandre Negrão                                        | Alex Davison Richard Westbrook                             | Resultados |
| 9   | Zolder               | #1 Vitaphone Racing Team                                             | #50 AF Corse                                               | Resultados |
| 9   | Zolder               | Michael Bartels Andrea Bertolini                                     | Gianmaria Bruni Toni Vilander                              | Resultados |
| 10  | Potrero de los Funes | #4 Peka Racing                                                       | #95 Advanced Engineering PeCom                             | Resultados |
| 10  | Potrero de los Funes | Bert Longin Anthony Kumpen                                           | Luis Pérez Companc Matías Russo                            | Resultados |

## Campeonato de equipos
Los puntos se otorgaron a los 8 mejores puestos en cada carrera en el orden de 10-8-6-5-4-3-2-1 excepto en las 24 horas de Spa, donde se dio también la mitad de los puntos a los líderes a las 6 y 12 horas. Ambos coches puntuaron para el campeonato sin importar la posición final. La categoría G2 no tuvo campeonato.

### Clasificación GT1
| Pos | Equipo                  | Coche                       | Motor                  | Rd 1 | Rd 2 | Rd 3 | Rd 4 | Rd 5 | Rd 6 | Rd 7 | Rd 8 | Rd 9 | Rd 10 | Total |
| --- | ----------------------- | --------------------------- | ---------------------- | ---- | ---- | ---- | ---- | ---- | ---- | ---- | ---- | ---- | ----- | ----- |
| 1   | Vitaphone Racing Team   | Maserati MC12 GT1           | Maserati 6.0 L V12     | 10   | 12   | 8    | 9    | 36   | 12.5 | 5    | 13   | 13   | 4     | 122.5 |
| 2   | Phoenix Carsport Racing | Chevrolet Corvette C6.R     | Chevrolet 7.0 L V8     | 5    | 5    | 16   | 9    | 7.5  | 14.5 | 13   | 14   | 12   | 11    | 107   |
| 3   | Jetalliance Racing      | Aston Martin DBR9           | Aston Martin 6.0 L V12 | 13   | 2    |      | 18   | 2    |      | 14   | 4    | 6    |       | 59    |
| 4   | Gigawave Motorsport     | Aston Martin DBR9           | Aston Martin 6.0 L V12 | 6    | 6    | 3    |      | 12   | 3    |      | 5    | 5    |       | 40    |
| 5   | Selleslagh Racing Team  | Chevrolet Corvette C6.R     | Chevrolet 7.0 L V8     | 5    | 10   | 5    | 2    |      | 3.5  | 6    | 1    |      | 6     | 38.5  |
| 6   | Peka Racing             | Saleen S7-R                 | Ford 7.0 L V8          |      | 3    |      |      | 1.5  | 4    |      |      |      | 10    | 18.5  |
| 7   | Larbre Compétition      | Saleen S7-R                 | Ford 7.0 L V8          |      | 1    | 4    | 1    |      |      |      | 2    | 2    |       | 10    |
| 8=  | IPB Spartak Racing      | Lamborghini Murciélago R-GT | Lamborghini 6.0 L V12  |      |      |      |      | 8    | 1.5  |      |      |      |       | 9.5   |
| 8=  | JMB Racing              | Maserati MC12 GT1           | Maserati 6.0 L V12     |      |      | 2    |      | 7.5  |      |      |      |      |       | 9.5   |
| 10  | Escudería ACA Argentina | Ferrari 550-GTS Maranello   | Ferrari 5.9 L V12      |      |      | 1    |      |      |      | 1    |      |      | 5     | 7     |
| 11  | Team Vitasystems        | Maserati MC12 GT1           | Maserati 6.0 L V12     |      |      |      |      |      |      |      |      | 1    |       | 1     |

### Clasificación GT2
| Pos | Equipo                     | Coche               | Motor                                     | Rd 1 | Rd 2 | Rd 3 | Rd 4 | Rd 5 | Rd 6 | Rd 7 | Rd 8 | Rd 9 | Rd 10 | Total |
| --- | -------------------------- | ------------------- | ----------------------------------------- | ---- | ---- | ---- | ---- | ---- | ---- | ---- | ---- | ---- | ----- | ----- |
| 1   | AF Corse                   | Ferrari F430 GT2    | Ferrari 4.0 L V8                          | 15   | 14   | 18   | 18   | 14   | 10   | 15   | 10   | 10   | 14    | 138   |
| 2   | BMS Scuderia Italia        | Ferrari F430 GT2    | Ferrari 4.0 L V8                          | 8    | 7    | 10   | 5    | 20   | 5    | 6    | 2    | 10   | 3     | 76    |
| 3   | Prospeed Competition       | Porsche 997 GT3-RSR | Porsche 3.8 L Flat-6 Porsche 4.0 L Flat-6 | 3    | 10   |      | 5    | 16.5 | 6    | 4    | 10   | 11   | 4     | 69.5  |
| 4   | CR Scuderia Racing         | Ferrari F430 GT2    | Ferrari 4.0 L V8                          | 12   | 3    | 2    | 6    | 12.5 | 11.5 |      | 9    | 3    | 5     | 64    |
| 5   | Advanced Engineering PeCom | Ferrari F430 GT2    | Ferrari 4.0 L V8                          |      |      | 3    | 3    |      | 1.5  | 3    |      | 4    | 10    | 24.5  |
| 6   | Scuderia Ecosse            | Ferrari F430 GT2    | Ferrari 4.0 L V8                          |      | 5    | 5    |      | 3    | 3.5  | 1    | 3    | 1    | 2     | 23.5  |
| 7   | Kessel Racing              | Ferrari F430 GT2    | Ferrari 4.0 L V8                          | 1    |      | 1    | 2    | 6    | 1    | 2    | 5    |      | 1     | 19    |
| 8   | K plus K Motorsport        | Porsche 997 GT3-RSR | Porsche 3.8 L Flat-6                      |      |      |      |      |      |      | 8    |      |      |       | 8     |
| 9   | IMSA Performance Matmut    | Porsche 997 GT3-RSR | Porsche 4.0 L Flat-6                      |      |      |      |      | 4.5  |      |      |      |      |       | 4.5   |
| 10  | Trackspeed Racing          | Porsche 997 GT3-RSR | Porsche 3.8 L Flat-6 Porsche 4.0 L Flat-6 |      |      |      |      | 1    |      |      |      |      |       | 1     |
| 11  | Juniper Racing             | Porsche 997 GT3-RSR | Porsche 3.8 L Flat-6                      |      |      |      |      | 0.5  |      |      |      |      |       | 0.5   |

## Campeonatos de pilotos
Los puntos se otorgaron a los 8 mejores puestos en cada carrera en el orden de 10-8-6-5-4-3-2-1 excepto en las 24 horas de Spa. Los pilotos que no condujeron durante al menos 35 minutos no puntuaron.

### Clasificación GT1
| Pos | Piloto                | Equipo                  | Rd 1 | Rd 2 | Rd 3 | Rd 4 | Rd 5 | Rd 6 | Rd 7 | Rd 8 | Rd 9 | Rd 10 | Total |
| --- | --------------------- | ----------------------- | ---- | ---- | ---- | ---- | ---- | ---- | ---- | ---- | ---- | ----- | ----- |
| 1=  | Michael Bartels       | Vitaphone Racing Team   | 8    | 4    | 8    | 4    | 20   | 6    | 3    | 3    | 10   | 4     | 70    |
| 1=  | Andrea Bertolini      | Vitaphone Racing Team   | 8    | 4    | 8    | 4    | 20   | 6    | 3    | 3    | 10   | 4     | 70    |
| 3=  | Mike Hezemans         | Phoenix Carsport Racing | 4    | 5    | 10   | 3    | 7.5  | 4.5  | 8    | 8    | 8    | 8     | 66    |
| 3=  | Fabrizio Gollin       | Phoenix Carsport Racing | 4    | 5    | 10   | 3    | 7.5  | 4.5  | 8    | 8    | 8    | 8     | 66    |
| 5=  | Miguel Ramos          | Vitaphone Racing Team   | 2    | 8    |      | 5    | 16   | 6.5  | 2    | 10   | 3    |       | 52.5  |
| 5=  | Alexandre Negrão      | Vitaphone Racing Team   | 2    | 8    |      | 5    | 16   | 6.5  | 2    | 10   | 3    |       | 52.5  |
| 7=  | Marcel Fässler        | Phoenix Carsport Racing | 1    |      | 6    | 6    | 7.5  | 10   | 5    | 6    | 4    | 3     | 48.5  |
| 8   | Jean-Denis Délétraz   | Phoenix Carsport Racing | 1    |      | 6    | 6    | 7.5  | 10   | 5    | 6    | 4    |       | 45.5  |
| 9=  | Karl Wendlinger       | Jetalliance Racing      | 10   | 2    |      | 10   | 2    |      | 10   | 4    | 6    |       | 44    |
| 9=  | Ryan Sharp            | Jetalliance Racing      | 10   | 2    |      | 10   | 2    |      | 10   | 4    | 6    |       | 44    |
| 11= | Philipp Peter         | Gigawave Motorsport     | 6    | 6    | 3    |      | 12   | 3    |      | 5    | 5    |       | 40    |
| 11= | Allan Simonsen        | Gigawave Motorsport     | 6    | 6    | 3    |      | 12   | 3    |      | 5    | 5    |       | 40    |
| 13= | Christophe Bouchut    | Selleslagh Racing Team  | 5    | 10   | 5    | 2    |      | 3.5  | 6    | 1    |      |       | 32.5  |
| 13= | Xavier Maassen        | Selleslagh Racing Team  | 5    | 10   | 5    | 2    |      | 3.5  | 6    | 1    |      |       | 32.5  |
| 15= | Stéphane Sarrazin     | Vitaphone Racing Team   |      |      |      |      | 20   |      |      |      |      |       | 20    |
| 15= | Eric van de Poele     | Vitaphone Racing Team   |      |      |      |      | 20   |      |      |      |      |       | 20    |
| 17= | Bert Longin           | Peka Racing             |      | 3    |      |      | 1.5  | 4    |      |      |      | 10    | 18.5  |
| 17= | Anthony Kumpen        | Peka Racing             |      | 3    |      |      | 1.5  | 4    |      |      |      | 10    | 18.5  |
| 19= | Lukas Lichtner-Hoyer  | JetAlliance Racing      | 3    |      |      | 8    | 2    |      | 4    |      |      |       | 17    |
| 19= | Alex Müller           | JetAlliance Racing      | 3    |      |      | 8    | 2    |      | 4    |      |      |       | 17    |
| 21= | Alessandro Pier Guidi | Vitaphone Racing Team   |      |      |      |      | 16   |      |      |      |      |       | 16    |
| 21= | Stephane Lémeret      | Vitaphone Racing Team   |      |      |      |      | 16   |      |      |      |      |       | 16    |
| 23= | Darren Turner         | Gigawave Motorsport     |      |      |      |      | 12   |      |      |      |      |       | 12    |
| 23= | Andrew Thompson       | Gigawave Motorsport     |      |      |      |      | 12   |      |      |      |      |       | 12    |
| 25= | Vincent Vosse         | Larbre Compétition      |      | 1    | 4    | 1    |      |      |      | 2    | 2    |       | 10    |
| 25= | Grégory Franchi       | Larbre Compétition      |      | 1    | 4    | 1    |      |      |      | 2    | 2    |       | 10    |
| 27= | Alain Ferté           | JMB Racing              |      |      | 2    |      | 7.5  |      |      |      |      |       | 9.5   |
| 27= | Ben Aucott            | JMB Racing              |      |      | 2    |      | 7.5  |      |      |      |      |       | 9.5   |
| 27= | Román Rusinov         | IPB Spartak Racing      |      |      |      |      | 8    | 1.5  |      |      |      |       | 9.5   |
| 27= | Peter Kox             | IPB Spartak Racing      |      |      |      |      | 8    | 1.5  |      |      |      |       | 9.5   |
| 31= | Jan Lammers           | IPB Spartak Racing      |      |      |      |      | 8    |      |      |      |      |       | 8     |
| 31= | Tomáš Enge            | IPB Spartak Racing      |      |      |      |      | 8    |      |      |      |      |       | 8     |
| 33  | Stéphane Daoudi       | JMB Racing              |      |      |      |      | 7.5  |      |      |      |      |       | 7.5   |
| 34  | Esteban Tuero         | Escudería ACA Argentina |      |      | 1    |      |      |      | 1    |      |      | 5     | 7     |
| 35= | José María López      | Escudería ACA Argentina |      |      | 1    |      |      |      |      |      |      | 5     | 6     |
| 35= | Christian Ledesma     | Selleslagh Racing Team  |      |      |      |      |      |      |      |      |      | 6     | 6     |
| 37  | Ricardo Risatti       | Phoenix Carsport Racing |      |      |      |      |      |      |      |      |      | 3     | 3     |
| 38= | Frédéric Bouvy        | Peka Racing             |      |      |      |      | 1.5  |      |      |      |      |       | 1.5   |
| 38= | Kurt Mollekens        | Peka Racing             |      |      |      |      | 1.5  |      |      |      |      |       | 1.5   |
| 40= | Martín Basso          | Escudería ACA Argentina |      |      |      |      |      |      | 1    |      |      |       | 1     |
| 40= | Pedro Lamy            | Team Vitasystems        |      |      |      |      |      |      |      |      | 1    |       | 1     |
| 40= | Matteo Bobbi          | Team Vitasystems        |      |      |      |      |      |      |      |      | 1    |       | 1     |

### Clasificación GT2
| Pos | Piloto                | Equipo                                         | Rd 1 | Rd 2 | Rd 3 | Rd 4 | Rd 5 | Rd 6 | Rd 7 | Rd 8 | Rd 9 | Rd 10 | Total |
| --- | --------------------- | ---------------------------------------------- | ---- | ---- | ---- | ---- | ---- | ---- | ---- | ---- | ---- | ----- | ----- |
| 1=  | Gianmaria Bruni       | AF Corse                                       | 10   | 8    | 10   | 10   | 13   | 8    | 10   | 6    | 10   | 8     | 93    |
| 1=  | Toni Vilander         | AF Corse                                       | 10   | 8    | 10   | 10   | 13   | 8    | 10   | 6    | 10   | 8     | 93    |
| 3=  | Paolo Ruberti         | BMS Scuderia Italia                            | 6    | 4    | 6    | 1    | 20   | 4.5  | 6    | 2    | 8    | 3     | 60.5  |
| 3=  | Matteo Malucelli      | BMS Scuderia Italia                            | 6    | 4    | 6    | 1    | 20   | 4.5  | 6    | 2    | 8    | 3     | 60.5  |
| 5   | Richard Westbrook     | Prospeed Competition                           |      | 10   |      | 5    | 15   | 6    |      | 10   | 5    |       | 51    |
| 6=  | Thomas Biagi          | AF Corse                                       | 5    | 6    | 8    | 8    | 1    | 2    | 5    | 4    |      | 6     | 45    |
| 6=  | Christian Montanari   | AF Corse                                       | 5    | 6    | 8    | 8    | 1    | 2    | 5    | 4    |      | 6     | 45    |
| 8   | Emmanuel Collard      | Prospeed Competition                           |      | 10   |      | 5    | 15   | 6    |      |      | 5    |       | 41    |
| 9=  | Andrew Kirkaldy       | CR Scuderia Racing                             | 8    | 2    |      | 6    | 5    | 10   |      | 1    |      | 5     | 37    |
| 9=  | Robert Bell           | CR Scuderia Racing                             | 8    | 2    |      | 6    | 5    | 10   |      | 1    |      | 5     | 37    |
| 11  | Joël Camathias        | BMS Scuderia Italia                            | 2    | 3    | 4    | 4    | 20   | 0.5  |      |      | 2    |       | 35.5  |
| 12  | Davide Rigon          | BMS Scuderia Italia                            | 2    | 3    | 4    | 4    | 20   | 0.5  |      |      |      |       | 33.5  |
| 13  | Tim Mullen            | CR Scuderia Racing                             | 4    | 1    | 2    |      | 7.5  | 1.5  |      | 8    | 3    |       | 27    |
| 14  | Matías Russo          | Advanced Engineering PeCom AF Corse            |      |      | 3    | 3    | 1    | 1.5  | 3    |      | 4    | 10    | 25.5  |
| 15= | Luis Pérez Companc    | Advanced Engineering PeCom                     |      |      | 3    | 3    |      | 1.5  | 3    |      | 4    | 10    | 24.5  |
| 15= | Jamie Davies          | Scuderia Ecosse                                |      | 5    | 5    |      | 3    | 4.5  | 1    | 3    | 1    | 2     | 24.5  |
| 15= | Fabio Babini          | Scuderia Ecosse                                |      | 5    | 5    |      | 3    | 4.5  | 1    | 3    | 1    | 2     | 24.5  |
| 18  | Marc Lieb             | Prospeed Competition Team Felbermayr-Proton    |      |      |      |      | 15   |      |      |      | 6    |       | 21    |
| 19  | Henri Moser           | Kessel Racing                                  | 1    |      | 1    | 2    | 6    | 1    | 2    | 5    |      | 1     | 19    |
| 20  | Markus Palttala       | Prospeed Competition                           | 3    |      |      |      | 1.5  |      | 4    |      | 6    | 4     | 18.5  |
| 21  | Andrea Piccini        | CR Scuderia Racing                             |      |      |      |      | 7.5  |      |      | 8    |      |       | 15.5  |
| 22  | Chris Niarchos        | CR Scuderia Racing                             | 4    |      | 2    |      | 7.5  | 1.5  |      |      |      |       | 15    |
| 23= | Jaime Melo Jr.        | AF Corse                                       |      |      |      |      | 13   |      |      |      |      |       | 13    |
| 23= | Mika Salo             | AF Corse                                       |      |      |      |      | 13   |      |      |      |      |       | 13    |
| 23= | Fabrizio Del Monte    | Kessel Racing                                  | 1    |      | 1    | 2    | 6    | 1    | 2    |      |      |       | 13    |
| 26  | Mikael Forsten        | Prospeed Competition                           | 3    |      |      |      | 1.5  |      | 4    |      |      | 4     | 12.5  |
| 27  | Alex Davison          | Prospeed Competition                           |      |      |      |      |      |      |      | 10   |      |       | 10    |
| 28= | Jirí Janák            | K plus K Motorsport                            |      |      |      |      |      |      | 8    |      |      |       | 8     |
| 28= | Tim Bergmeister       | K plus K Motorsport                            |      |      |      |      |      |      | 8    |      |      |       | 8     |
| 28= | James Sutton          | CR Scuderia Racing                             |      |      |      |      | 5    |      |      |      | 3    |       | 8     |
| 31  | Gordon Shedden        | CR Scuderia Racing                             |      |      |      |      | 7.5  |      |      |      |      |       | 7.5   |
| 32= | Andrea Palma          | Kessel Racing                                  |      |      |      |      | 6    |      |      |      |      |       | 6     |
| 32= | Gilles Vannelet       | Kessel Racing                                  |      |      |      |      | 6    |      |      |      |      |       | 6     |
| 34= | Dirk Müller           | CR Scuderia Racing                             |      |      |      |      | 5    |      |      |      |      |       | 5     |
| 34= | Maurizio Mediani      | Kessel Racing                                  |      |      |      |      |      |      |      | 5    |      |       | 5     |
| 36= | Richard Lietz         | IMSA Performance Matmut Team Felbermayr-Proton |      |      |      |      | 4.5  |      |      |      |      |       | 4.5   |
| 36= | Patrick Long          | IMSA Performance Matmut                        |      |      |      |      | 4.5  |      |      |      |      |       | 4.5   |
| 36= | Raymond Narac         | IMSA Performance Matmut                        |      |      |      |      | 4.5  |      |      |      |      |       | 4.5   |
| 39  | Ferdinando Monfardini | Scuderia Ecosse                                |      |      |      |      | 3    |      |      |      |      |       | 3     |
| 40= | José Manuel Balbiani  | BMS Scuderia Italia                            |      |      |      |      |      |      |      |      | 2    |       | 2     |
| 40= | Tim Sugden            | CR Scuderia Racing Trackspeed Racing           |      | 1    |      |      | 1    |      |      |      |      |       | 2     |
| 42= | Wolf Henzler          | Prospeed Competition                           |      |      |      |      | 1.5  |      |      |      |      |       | 1.5   |
| 42= | Geoffroy Horion       | Prospeed Competition                           |      |      |      |      | 1.5  |      |      |      |      |       | 1.5   |
| 44= | David Ashburn         | Trackspeed Racing                              |      |      |      |      | 1    |      |      |      |      |       | 1     |
| 44= | Richard Williams      | Trackspeed Racing                              |      |      |      |      | 1    |      |      |      |      |       | 1     |
| 44= | Dominik Farnbacher    | AF Corse                                       |      |      |      |      | 1    |      |      |      |      |       | 1     |
| 44= | Nicola Cadei          | Kessel Racing                                  |      |      |      |      |      |      |      |      |      | 1     | 1     |
| 48= | Craig Baird           | Juniper Racing                                 |      |      |      |      | 0.5  |      |      |      |      |       | 0.5   |
| 48= | Rodney Forbes         | Juniper Racing                                 |      |      |      |      | 0.5  |      |      |      |      |       | 0.5   |
| 48= | Shaun Juniper         | Juniper Racing                                 |      |      |      |      | 0.5  |      |      |      |      |       | 0.5   |
| 48= | Max Twigg             | Juniper Racing                                 |      |      |      |      | 0.5  |      |      |      |      |       | 0.5   |

### Clasificación de la Copa Citación
La Copa Citación, que estaba restringida a pilotos no profesionales compitiendo en coches GT1, sin incluir las 24 horas de Spa (ronda 6) ni las 2 horas de San Luis (ronda 10).
| Pos | Piloto               | Equipo                     | Rd 1 | Rd 2 | Rd 3 | Rd 4 | Rd 5 | Rd 7 | Rd 8 | Rd 9 | Total |
| --- | -------------------- | -------------------------- | ---- | ---- | ---- | ---- | ---- | ---- | ---- | ---- | ----- |
| 1=  | Alexander Talkanitsa | AT Racing                  | 10   | 10   |      |      |      |      |      |      | 20    |
| 1=  | Wolfgang Kaufmann    | AT Racing                  | 10   | 10   |      |      |      |      |      |      | 20    |
| 3=  | Miro Konopka         | Autoracing Club Bratislava | 8    |      |      |      |      |      |      |      | 8     |
| 3=  | Sean Edwards         | Autoracing Club Bratislava | 8    |      |      |      |      |      |      |      | 8     |

## Cambios de pilotos y equipos
- BMS Scuderia Italia introdujo dos Ferrari F430 GT2, reemplazando al solitario Porsche 997 GT3-RSR.
- Gigawave Motorsport participó la temporada entera de 2008 con un Aston Martin DBR9 pilotado por Allan Simonsen y Philipp Peter. Gigawave también introdujo un Aston Martin V8 Vantage GT2 la categoría GT2.
- Un nuevo equipo, CR Scuderia, introdujo dos Ferrari F430 GT2 en la categoría GT2, pilotados por Chris Niarchos, Andrew Kirkaldy, Robert Bell, y Tim Mullen.
- PK Carsport reemplazó su único Chevrolet Corvette C5-R con un Saleen S7-R.